# Robert Linderholm
Robert Linderholm est un astronome américain né le 19 octobre 1933 à Seward dans le Nebraska aux États-Unis et décédé à Cambridge (Nebraska), le 6 juillet 2013.
Le Centre des planètes mineures le crédite de la découverte de vingt-six astéroïdes, découvertes effectuées entre 1996 et 2001.
| (10195) Nebraska      | 13 septembre 1996 |
| (10392) Brace         | 11 septembre 1997 |
| (11726) Edgerton      | 1er mai 1998      |
| (14969) Willacather   | 28 août 1997      |
| (16750) Marisandoz    | 18 août 1996      |
| (19294) Weymouth      | 6 août 1996       |
| (19407) Standing Bear | 25 mars 1998      |
| (20328) 1998 HS42     | 30 avril 1998     |
| (23763) 1998 MP7      | 24 juin 1998      |
| (24918) Tedkooser     | 10 mars 1997      |
| (27909) 1996 TD11     | 14 octobre 1996   |
| (28005) 1997 XC       | 1er décembre 1997 |
| (31054) 1996 RT5      | 13 septembre 1996 |
| (33051) 1997 UF7      | 27 octobre 1997   |
| (46670) 1996 NU       | 15 juillet 1996   |
| (48702) 1996 JE       | 6 mai 1996        |
| (49109) Agnesraab     | 18 septembre 1998 |
| (52688) 1998 FL1      | 21 mars 1998      |
| (53008) 1998 VY5      | 13 novembre 1998  |
| (66846) Franklederer  | 6 novembre 1999   |
| (70721) 1999 VD       | 1er novembre 1999 |
| (75057) 1999 VR4      | 7 novembre 1999   |
| (91598) 1999 TK13     | 11 octobre 1999   |
| (129539) 1996 NO1     | 15 juillet 1996   |